# Sonate K. 435
La sonate K. 435 (F.381/L.361) en ré majeur est une œuvre pour clavier du compositeur italien Domenico Scarlatti.

## Présentation
La sonate K. 435 en ré majeur, notée Allegro, est la sonate centrale d'un triptyque avec les sonates K. 434 et 436. Elle évoque les mandolines et les castagnettes, mais d'autres oreilles y perçoivent également une relation avec les clavecinistes français. Abstraction faite de la simple imitation d'un trémolo de guitare, elle se présente comme une sorte d'exercice en notes répétées, rappelant un morceau de Jean-François Dandrieu intitulé Le Caquet (cinquième suite du second livre, 1728).

On y retrouve, mesures 4 et 5, une formule présente dans une pièce de Santiago de Murcia, extraite de ses Passacalles y obras (1732), une pièce pour guitare en ré majeur sans titre (47v), elle-même inspirée des musiciens français.

## Manuscrits
Le manuscrit principal est le numéro 18 du volume X de Venise (1755), copié pour Maria Barbara ; les autres sont Parme XII 6, Münster III 63 et Vienne F 11.

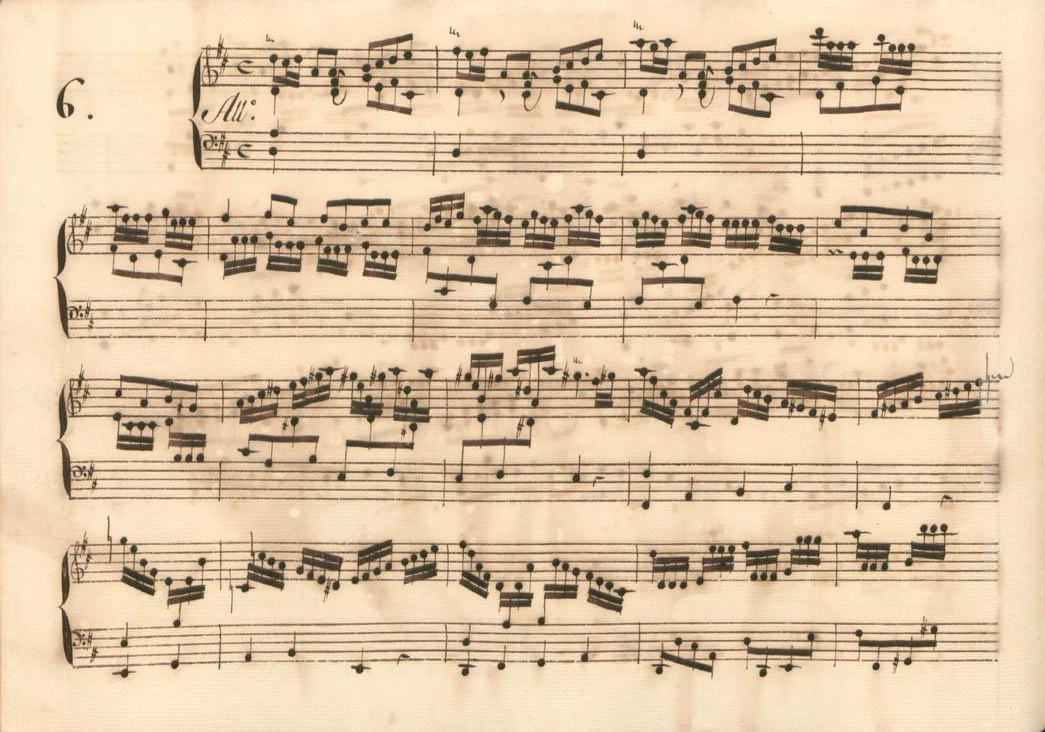
Parme XII 6.
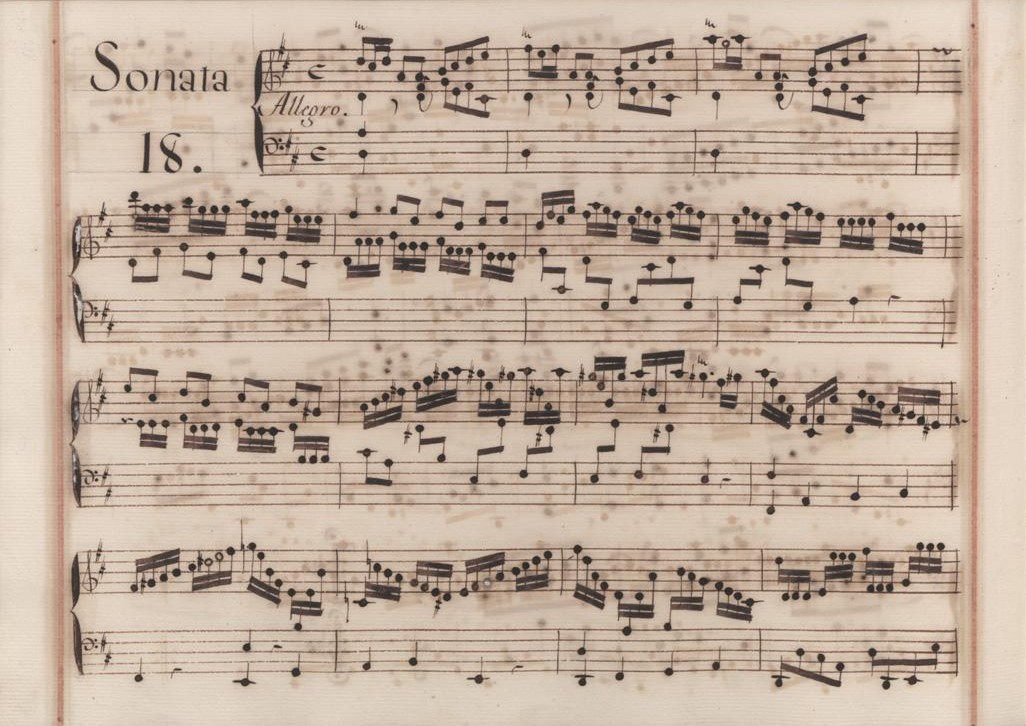
Venise X 18.

## Arrangement
La sonate K. 435 fait partie de la sélection d'œuvres orchestrées pour le ballet Le donne de buon umore de Vincenzo Tommasini en avril 1917 à Rome et présentées par les Ballets russes de Serge de Diaghilev.

## Interprètes
La sonate K. 435 est interprétée au piano notamment par Balázs Szokolay, (1988, Naxos), Nikolaï Demidenko (2003, AGPL), Ievgueni Soudbine (2004, BIS), Claire Huangci (2015, Berlin Classics), Alberto Urroz (2017, IBS), Carlo Grante (2016, Music & Arts, vol. 5) et Bruno Vlahek (2019, Naxos). Au clavecin elle est interprétée par Scott Ross (1985, Erato), Luc Beauséjour (2003, Analekta), Richard Lester (2003, Nimbus, vol. 4), Pieter-Jan Belder (Brilliant Classics, vol. 10) et Andrés Alberto Gómez (2018, Several Records). Boris Lenko la joue à l'accordéon (2010 Pavlik Records).

## Sources
: document utilisé comme source pour la rédaction de cet article.
- Ralph Kirkpatrick (trad. de l'anglais par Dennis Collins), Domenico Scarlatti, Paris, Lattès, coll. « Musique et Musiciens », 1982 (1re éd. 1953 (en)), 493 p. (ISBN 978-2-7096-0118-4, OCLC 954954205, BNF 34689181).
- Alain de Chambure, « Domenico Scarlatti : Intégrale des sonates — Scott Ross », Erato (2564-62092-2), 1985 (OCLC 891183737) .
- (en) W. Dean Sutcliffe, The Keyboard Sonatas of Domenico Scarlatti and Eighteenth-Century Musical Style, Cambridge / New York, Cambridge University Press, 2008, xi-400 (ISBN 978-0-521-07122-2, OCLC 1005658462), p. 81.
- (en) Carlo Grante, « Domenico Scarlatti, intégrale des sonates pour clavier (vol. 5) », p. 12, Music & Arts (CD-1294), 2017 (OCLC 1079366528) .